# 普翁斯克
普翁斯克（波蘭語：Płońsk，發音：[pwɔj̃sk] ⓘ）是波蘭中部馬佐夫舍省的城鎮，始建於十一世紀，人口約2.1萬。第二次世界大戰期間，納粹德國在1939至1945年1月19日期間佔領該鎮。

## 友好城市
- 法國 瓦卢瓦地区克雷皮
- 查科韋茨
- 立陶宛 沙爾奇寧凱
- 乌克兰 巴赫奇薩賴
- 義大利 諾塔雷斯科
- 義大利 莫夏諾聖安傑洛
- 比利时 昂圖萬
- 匈牙利 蒂薩菲賴德
- 乌克兰 特諾皮爾
- 德国 摩澤爾河畔采爾
- 以色列 莫茨金村
- 乌克兰 別爾季切夫
- 荷蘭 溫斯霍滕[2]

## 外部連結
- Interactive map of Płońsk
- Independent forum of Płońsk citizens （页面存档备份，存于）
- Jewish Community in Płońsk on Virtual Shtetl